# Tenderloin (San Francisco)

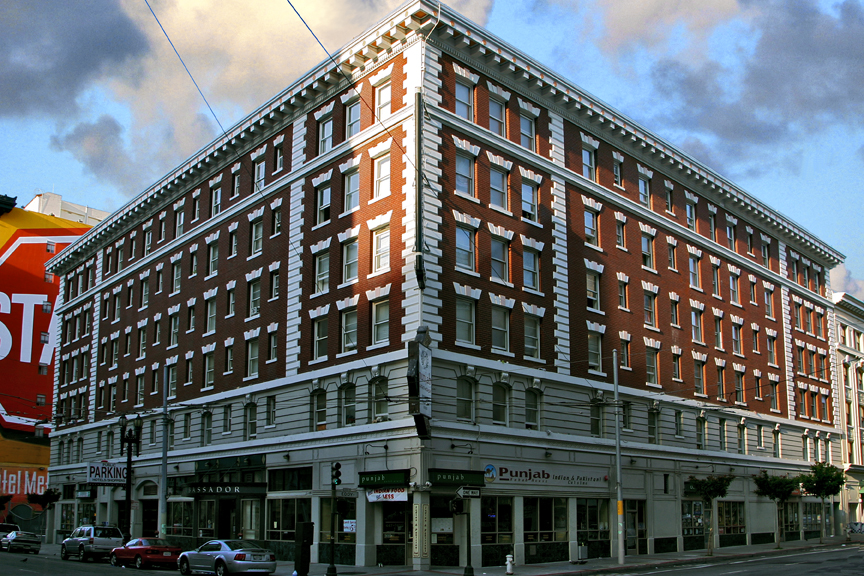
Das Hotel Ambassador am östlichen Rand von Tenderloin

Tenderloin ist ein Wohn- und Geschäftsviertel im Stadtzentrum von San Francisco mit umfangreichem Nachtleben. Tenderloin ist geprägt durch Armut, Obdachlosigkeit und Kriminalität. Das Viertel ist bekannt für seine Immigranten, Stundenhotels, ethnischen Gaststätten, Bars und Clubs und die alternative Kunstszene. Es grenzt an den Union Square, den Financial District, das Civic Center und die Van Ness Avenue. Es gehört zu den gefährlichsten Stadtteilen von San Francisco.
Nach dem Erdbeben von San Francisco 1906 wurde das Viertel durch die nachfolgenden Brände fast vollständig zerstört. Der Wiederaufbau erfolgte größtenteils im Stil der Chicagoer Schule. Dieser Baustil hatte sich als besonders erdbeben- und feuerresistent erwiesen.
Der nördliche Teil wurde 2009 als Uptown Tenderloin Historic District in das National Register of Historic Places aufgenommen. Im Stadtteil befinden sich mehrere denkmalgeschützte Gebäude wie die Glide Memorial Church, das YMCA Hotel und das Don Lee Building.
Der Name ist von einem gleichnamigen Viertel im New Yorker Stadtteil Manhattan abgeleitet, das ebenfalls schlecht beleumundet ist, wobei die genauen Bezüge allerdings ungeklärt sind.